# Trosia pulla
Trosia pulla is een vlinder uit de familie van de Megalopygidae. De wetenschappelijke naam van de soort is voor het eerst geldig gepubliceerd in 1942 door Forbes.